# Annunciazione (Álvaro Pires de Évora)
L'Annunciazione è un  dipinto del pittore portoghese Álvaro Pires de Évora realizzato circa nel 1430-1434 e conservato nel Museo nazionale d'arte antica di Lisbona in Portogallo.
Questo piccolo pannello destinato alla devozione privata era probabilmente il pannello sinistro di un dittico, ma non si ha traccia dell'esistenza del suo pannello destro originale. 
Lo storico e critico d'arte italiano Federico Zeri ha datato questa Annunciazione agli anni della nota maturità di Álvaro Pires tra il 1430 e il 1434. Zeri osserva che la figura della Vergine Maria rivela un'influenza significativa da Lorenzo Monaco, mentre le ali dell'angelo sembrano essere un citazione Diretto dall'Annunciazione di Simone Martini, agli Uffizi, a Firenze.
Secondo lo storico Marius Mrotzek, il periodo di maturità di Álvaro Pires è segnato da una crescente osservazione di piccoli dettagli e decorazioni e dalla fisionomia individualizzata delle sue figure, riconoscendo questa Annunciazione come una delle sue opere di altissima qualità.
Álvaro Pires è nato in Portogallo e si crede che abbia ricevuto una formazione a Valencia. Si pensa che sia l'artista che Giorgio Vasari chiama "Alvaro di Piero, un portoghese" che descrive come attivo a Volterra e Pisa, contemporaneamente a Taddeo di Bartolo, nella cui biografia è citato.

## Storia
Il noto possesso di questo dipinto risale alla collezione di famiglia dello svizzero Heinz Kisters (1912-1977), che lo vendette all'ex cancelliere tedesco Konrad Adenauer (1876-1967) e poi lo riacquistò dagli eredi di questo primo capo di governo in Germania ovest, il dipinto arriva per eredità all'attuale proprietario. Gli eredi di Heinz Kisters tentarono di venderlo all'asta da Christie's a Londra nel giugno 1970, ma la transazione fallì. 
L'Annunciazione di Álvaro Pires de Évora è stata messa all'asta il 1º febbraio 2018, a New York, dalla casa d'aste Sotheby's, essendo stata acquistata dallo Stato portoghese per 280mila euro, che vanno ad aggiungersi al 25 per cento della commissione del banditore, ammontava a 349 mila euro.
Secondo il direttore del MNAA António Filipe Pimentel, l'Annunciazione è stata acquistata dallo Stato portoghese con l'aiuto di amici della MNAA e con i soldi rimanenti della campagna di raccolta fondi pubblica per acquisire l'Adorazione dei Magi di Domingos Sequeira.
In precedenza, il gruppo parlamentare PSD aveva consegnato all'Assemblea della Repubblica una bozza di risoluzione affinché lo Stato portoghese acquistasse quest'opera d'arte del XIV secolo, di quasi 600 anni, poiché rappresenta una rara opportunità da aggiungere alla collezione artistica nazionale. Per i deputati socialdemocratici, quest'opera e il suo autore, "sono della massima importanza per la comprensione dell'arte della pittura in Portogallo, non solo per l'innegabile rilevanza artistica, ma anche per il periodo a cui appartiene l'opera, che aggiunge alla sua rilevanza storica"
Il Museo nazionale d'arte antica aveva anche chiesto al Ministero della Cultura portoghese l'acquisto dell'opera d'arte, richiesta che è stata confermata dalla Direzione Generale dei Beni Culturali.